# أنتوني كابا
أنتوني كابا (بالإسبانية: Antoni Caba)‏ هو رسام إسباني، ولد في 1838 في برشلونة في إسبانيا، وتوفي بنفس المكان في 1907.